# International Record Review
International Record Review fue una revista independiente británica mensual de música clásica.
Publicada por primera vez en marzo de 2000, y desaparecida en abril de 2015, según su sitio web, la revista hacía críticas de CD, DVD y libros de  música clásica. Su formato era similar a la de sus competidores, la veterana Gramophone y la más reciente de la BBC Music Magazine: las opiniones sobre CD y DVD estaban divididas en orquestal, de cámara, instrumental, coral, vocal y ópera. Las críticas en el International Record Review eran más detalladas que las que aparecen en Gramophone y en  BBC Music Magazine.
Cada número contenía una lista de nuevos lanzamientos y al menos un reportaje.
Tras la muerte en febrero de 2015 del editor de la revista y único director de International Record Review Limited, Barry Irving, la empresa se declaró insolvente en cartas a sus asociados y en su sitio web (ver arriba). El liquidador, en su informe a la junta de acreedores, declaró que había unos 1209 suscriptores de pago cuando la empresa dejó de funcionar.